# 밀리언 달러 암
《밀리언 달러 암》(영어: Million Dollar Arm)은 2014년 공개된 미국의 전기 스포츠 드라마 영화이다.

## 줄거리
새 고객 유치가 절실한 로스앤젤레스 스포츠 에이전트 J. B. 번스틴은 인도 크리켓 선수들에게서 잠재된 야구 선수로서의 가능성을 보고 인도인 예비 투수 두 명을 뽑는 “밀리언 달러 암”이라는 재능 발굴 대회를 연다. 노련한 투구 전문 코치 톰 하우스는 크리켓의 볼링과 야구의 투구 사이엔 큰 차이가 있다고 지적하지만 우승자들의 훈련을 맡는 것을 수락한다.
인도 여러 도시를 돌며 선발 시험을 치른 끝에 번스틴은 링쿠 싱과 디네시 파텔을 뽑고 미국에 데려와 훈련을 시킨다. 애리조나주 템피에서 ESPN과 스포츠 일러스트레이티드까지 참석한 가운데 싱과 파텔의 첫 메이저 리그 베이스볼 선발전이 열린다. 싱과 파텔이 너무 긴장한 탓에 이는 엉망으로 끝나지만 이 자리에 참석하지 못했던 피츠버그 파이리츠 헤드 스카우트가 개인 면접 요청에 응하면서 두 번째 기회가 찾아온다. 이번엔 긴장을 푼 싱과 파텔은 속구에서 시속 90 마일 이상의 구속을 선보인다.
영화는 에필로그에서 싱과 파텔이 파이리츠에 입단했으며, 이로써 미국 메이저 리그 최초로 계약이 성사된 인도인들이 되었다고 전한다.

## 출연진
- 존 햄
- 아시프 만드비
- 빌 팩스턴
- 수라지 샤르마
- 레이크 벨
- 앨런 아킨
- 마두르 미탈
- 피토바시 트리파티
- 타이 마
- 그레고리 앨런 윌리엄스
- 앨린 레이철
- 배리 라킨
- 커트 실링
- 앨 새피엔자
- 바르 팔리
- 마이크 프니우스키

## 기타 제작진
- 세트: 저넷 스콧
- 의상: 커스턴 리 맨